# 모용섭귀
모용섭귀(慕容涉歸, ? ~ 283년)는 선비족의 일파인 모용선비의 수령이며, 자는 혁락한(弈洛韓)이다. 모용목연의 아들이자 모용내의 형이며, 모용토욕혼·모용외·모용운의 아버지이다.

## 생애
아버지인 모용목연의 뒤를 이어 모용선비의 수령이 되었으며, 유성(柳城)에 주둔하며 서진을 섬겨 공을 세운 관계로 선비족의 선우로 임명되었다. 이후 요동 북부로 세력을 옮긴 뒤 점차 한족에 동화되었으며, 우문선비와의 관계가 악화되었다.
하지만 281년 서진을 배반하고 창려군을 공격한 이후로 서진을 자주 침공하였으며, 282년 창려에서 안북장군(安北將軍) 엄순(嚴詢)에게 대패하였다.
이후 283년 모용섭귀가 사망하자 아들인 모용토욕혼에게 그 지위를 물려주었으나, 동생인 모용내가 수령의 자리를 찬탈하였다.

## 가계
- 조부 : 막호발(莫護跋, 생몰년 미상)
- 조모 : ?
  - 아버지 : 모용목연(慕容木延, 생몰년 미상)
  - 어머니 : ?
    - 족장 : 모용섭귀(慕容渉帰, ? ~283년)
    - 부인 : ?

## 자녀
- 모용토욕혼(慕容吐谷渾)
- 모용외(慕容廆)
- 모용운(慕容運)

## 참고 문헌
- 《위서(魏書)》
- 《진서(晉書)》
- 《자치통감(資治通鑑)》

| 전임 모용목연 | 모용부의 족장 모용섭귀 | 후임 모용내 |